# Douglas McGregor
Douglas Murray McGregor (* 1906 in Detroit; † 1. Oktober 1964 in Massachusetts) war ein Professor für Management am Massachusetts Institute of Technology (MIT). Er gilt als einer der Gründerväter des zeitgenössischen Managementgedankens.
McGregor untersuchte die Mitarbeiter-Dynamik in Unternehmen. In seinem 1960 erschienenen Buch The Human Side of Enterprise stellte er zehn Prinzipien vor, mit deren Hilfe Manager ein Klima von Enthusiasmus, Engagement und Motivation in ihrem Unternehmen schaffen sollen, was sich unmittelbar auf Effizienz und Markt-Erfolg auswirke. Den Schlüssel dazu sah McGregor in selbstbestimmtem Arbeiten und in flachen Hierarchien. Auch entwickelte er die Theorien Theorie X und Theorie Y, die das natürliche Verhältnis von Menschen zu ihrer Arbeit darstellen sollen.
McGregors Ideen sind bis heute im Management-Bereich von Bedeutung und bilden die Grundlage vieler anderer Arbeiten auf diesem Gebiet. 1957 wurde McGregor in die American Academy of Arts and Sciences gewählt.